# Экпо-Умо, Флоренс
Флоренс Экпо-Умо (англ. Florence Ekpo-Umoh; род. 27 декабря 1977, Лагос), в замужестве Вельте (нем. Velte) — немецкая легкоатлетка нигерийского происхождения, специалистка по бегу на короткие дистанции. Выступала за сборную Германии по лёгкой атлетике на всём протяжении 2000-х годов, чемпионка Европы, серебряная и бронзовая призёрка чемпионатов мира, участница двух летних Олимпийских игр.

## Биография
Флоренс Экпо-Умо родилась 27 декабря 1977 года в Лагосе, Нигерия.
Впервые заявила о себе в лёгкой атлетике в сезоне 1994 года, когда вошла в состав нигерийской национальной сборной и выступила на чемпионате мира среди юниоров в Лиссабоне.
В 1995 году во время тренировочного лагеря в Германии самовольно покинула расположение сборной и осталась в этой стране на постоянное жительство. В 1998 году присоединилась к спортивному клубу Майнца и вышла замуж за своего немецкого тренера. В 2000 году получила немецкое гражданство и начиная с этого времени представляла на международных соревнованиях сборную Германии.
Благодаря череде удачных выступлений удостоилась права защищать честь страны на летних Олимпийских играх 2000 года в Сиднее, участвовала здесь в программе эстафеты 4 × 400 метров, но пройти в финал не смогла.
В 2001 году в эстафете 4 × 400 метров выиграла бронзовую медаль на чемпионате мира в помещении в Лиссабоне и серебряную медаль на чемпионате мира на открытом стадионе в Эдмонтоне, победила на Кубке Европы в Бремене. Кроме того, в этом сезоне установила свой личный рекорд в беге на 400 метров, показав на соревнованиях в Штутгарте время 51,13 секунды.
На чемпионате Европы 2002 года в Мюнхене одержала победу в эстафете 4 × 400 метров, тогда как на Кубке мира в Мадриде стала в той же дисциплине шестой. Была второй на Кубке Европы в Анси.
В 2003 году провалила допинг-тест, сделанный во внесоревновательный период в Южной Африке — в её пробе были обнаружены следы анаболического стероида станозолола. В итоге спортсменку отстранили от участия в соревнованиях вплоть до марта 2005 года.
По окончании срока дисквалификации Экпо-Умо вернулась в основной состав немецкой национальной сборной и в 2008 году прошла отбор на Олимпийские игры в Пекине — вновь стартовала в эстафете 4 × 400 метров, на сей раз со своей командой сумела выйти в финал и заняла итоговое восьмое место (впоследствии в связи с дисквалификацией команд России и Белоруссии переместилась в итоговом протоколе на шестую строку).
В 2009 году выиграла бронзовую медаль на чемпионате Германии в Ульме в беге на 400 метров, заняла третье место на командном чемпионате Европы в Лейрии в эстафете 4 × 400 метров.